# Grande Complication Nr. 42500

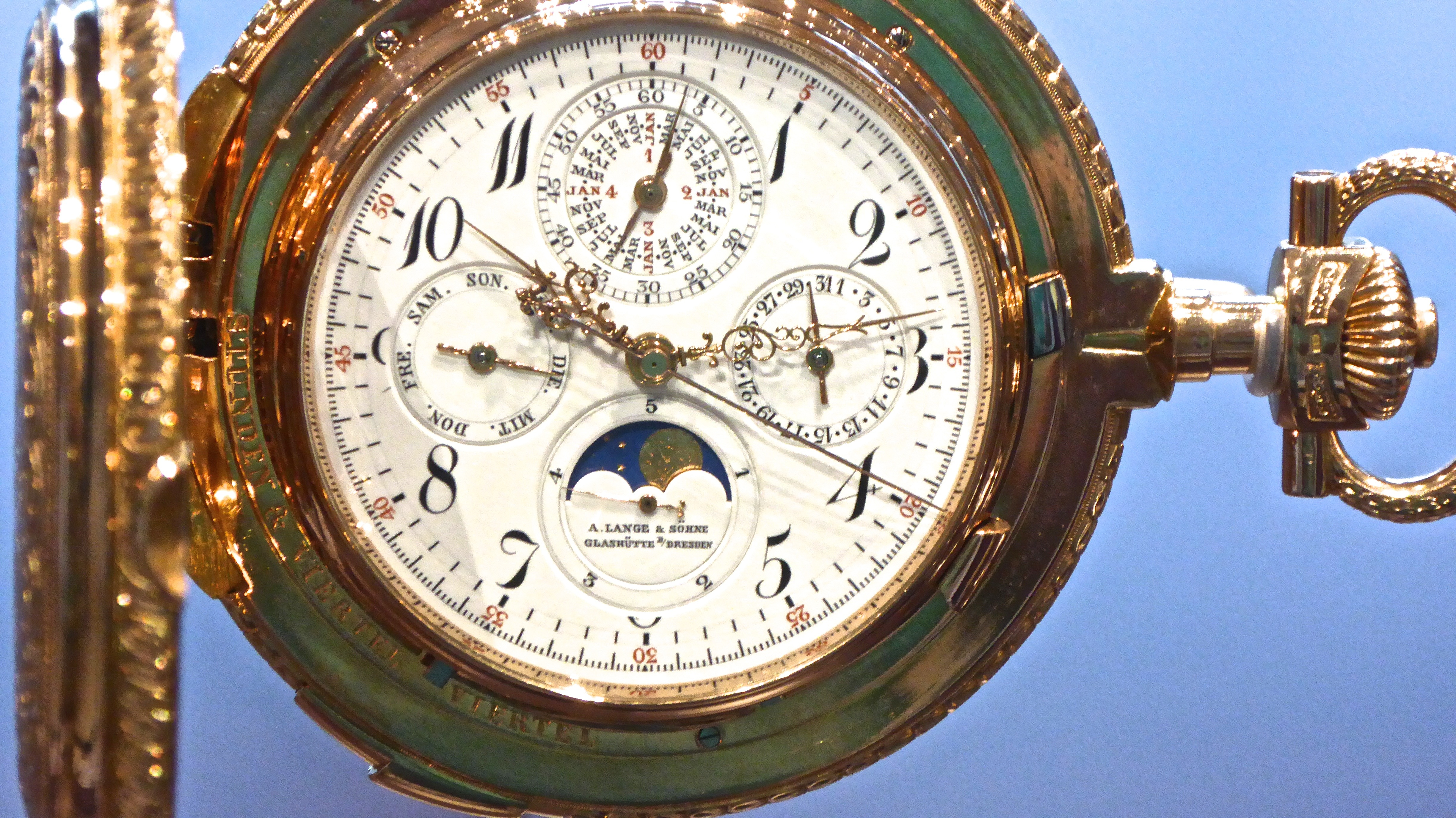
Grande Complication Nr. 42500

Die Grande Complication Nr. 42500 ist eine hochwertige, historische Taschenuhr und ein Unikat von A. Lange & Söhne.

## Eigenschaften
Die Grande Complication Nr. 42500 Taschenuhr wurde im Jahr 1902 von A. Lange & Söhne, Glashütte gebaut. Sie gehört zu den kompliziertesten Taschenuhren, die weltweit je hergestellt wurden. Sie verfügt über ein selbstschlagendes Schlagwerk mit stündlichem großen und viertelstündigem kleinem Geläut, eine Minutenrepetition, einen Schleppzeiger-Chronographen, Stoppuhr mit Zwischenzeit und Fünftelsekundenteilung. Neben dem Hauptzifferblatt hat die Uhr 4 kreisrunde kleine Anzeigen, das sind ein Ewiger Kalender auf der 12, ein Tagesanzeiger im laufenden Monat auf der 3, eine Mondphasen-Anzeige auf der 6 und eine Wochentaganzeige auf der 9. Der Kalender synchronisiert sämtliche Anzeigen mit Ausnahme des Mondes täglich exakt um Null Uhr. Ihr Uhrwerk mit vernickelter Werkplatte aus Neusilber besteht aus 833 Einzelteilen. Die Uhr wiegt knapp 300 Gramm. Alle arabischen Ziffern und die Symbole auf der Emailleplatte sind handgemalt.
Das Design der Gravur des Goldgehäuses stammt von Carl Ludwig Theodor Graff, Direktor der Königlich Sächsischen Kunstgewerbeschule in Dresden. Es wurde 1890 für einen Wettbewerb entworfen und prämiert, den Johannes Dürrstein ausgeschrieben hatte. Die handwerkliche Ausführung stammt vom  Graveur Gustav Gessner, Glashütte, für die 42500. Auf der Vorderseite zeigt das Gehäuse im Zentrum den Kopf der Göttin Minerva als Symbol für den damaligen Fortschrittsglauben. Die Rückseite der Uhr trägt in der Mitte das Monogramm „GS“. Auf beiden Seiten sind zwei sich anblickende Vögel, zwei Füllhörner und Girlanden zu sehen. Die  Umrandung der Uhr sowie die Krone und deren Bügel sind mit sich mehrreihigen, wiederholenden, miniaturisierten eingravierten Ornamenten geschmückt. Das Uhrwerk befindet sich einem 750/1000 Rotgold-Uhrengehäuse in der Form Louis XV mit Werkverglasung.

## Geschichte
Die Uhr vom Typ Grande Complication als Taschenuhr wurde von A. Lange & Söhne nur als ein Unikat hergestellt, wie es für Uhrenhersteller damals für so hochwertige Uhren typisch war. Eine Grande complication war das „Flaggschiff“ eines Herstellers.
Das Zentrum für Komplikationsuhren mit hoher Fertigungstiefe hatte sich Ende des 19. Jahrhunderts in der Westschweiz gebildet. Die Glashütter Union Uhrenfabrik bezog von dort 3 Rohwerke für den geplanten Bau hochkomplizierter Taschenuhren. Sie wurden 1895 anlässlich des 50. Gründungsjahres der Uhrenfabrikation in Glashütte terminiert und als „Universaluhr“ zum Verkauf angeboten. Die 42500 basiert auf einem solchen Rohwerk. Die 1902 gebaute Grande Complication trägt die Seriennummer 42500 und war im August 1902 in Glashütte an einen Wiener Privatmann verkauft worden. Der Kaufpreis betrug nachweislich eines handschriftlichen Eintrags im Stammbuch der Fa. A. Lange & Söhne aus dem Deutschen Uhrenmuseum Glashütte 5.600 Goldmark. Sie kam 2001 dem Hersteller in einem völlig verrosteten, unvollständigen und teilweise zerstörten Zustand wieder zu Gesicht. Am stärksten beschädigt war das Uhrwerk; Kalender und Brücke waren in einem besser restaurierbaren Zustand. Beim Augusthochwasser 2002 im Erzgebirge, das das Firmengebäude in Mitleidenschaft zog, wurde die Uhr durch einen Zufall nicht betroffen. Das Hochwasser und rechtliche Fragen mit dem Eigentümer verzögerten jedoch den Beginn der Restaurierung der 42500. A. Lange & Söhne unterzogen die Uhr schließlich von 2003 bis 2006 unter der Leitung von Jan Sliva in einem Team aus 5 Fachleuten einer vollständigen Restaurierung. Der Aufwand betrug 5000 Arbeitsstunden. In Abweichung von üblichen Restaurierungen, bei denen dem Erhalt der Originalteile Priorität vor der Funktionsfähigkeit des Systems eingeräumt wird, wurden bei der Restaurierung dieses Exemplars drei Ziele in dieser Reihenfolge festgelegt: Erstens sollte die Uhr so perfekt wie möglich aussehen im Vergleich zum Zeitpunkt ihrer Herstellung. Zweitens sollte sie so perfekt wie 1902  funktionieren und drittens sollten so viele Originalteile wie möglich verwendet werden. Um diese Ziele zu erreichen, mussten nicht nur nicht wiederherstellbare neue Teile angefertigt, sondern auch Werkzeuge, Formen und Verfahren entwickelt werden. Sämtliche Schrauben wurden erneuert.
2010 wurde das Exemplar erstmals auf dem Genfer Uhrensalon (Salon International de la Haute Horlogerie) ausgestellt. Die Uhr befindet sich heute als Dauerleihgabe im Mathematisch-Physikalischen Salon des Zwingers in  Dresden.
Die Existenz und der Verbleib dieser Uhr wurden vor ihrem Wiederauftauchen in Fachkreisen immer wieder diskutiert. Ihre exakte Bestimmung, die einzigartige Stoppuhr-Mechanik mit Fünftel-Sekunde Genauigkeitsanzeige, die Rückstellmechanik für sämtliche Funktionen und die aufwändige Restaurierung durch den Hersteller selbst lassen ihr einen kulturgeschichtlichen Wert mit unvergleichbar und unschätzbar hohem hypothetischen Auktionswert zukommen. Dass ihre Historie nicht durchgängig bekannt ist und dass bei der Restaurierung neue Teile verwendet wurden, schmälert ihren Wert in Auktionskreisen nicht. Die Anzahl von Fachleuten, die für die Restaurierung dieser Uhr in der ausgeführten Qualität in Frage kamen, wurde auf weltweit weniger als 20 geschätzt.